# Best of Scorpions Vol. 2
Albums de Scorpions
Gold Ballads
(1984) Best of Rockers 'n' Ballads
(1989)
L'album Best Of Scorpions Vol. 2 est une compilation du groupe allemand de hard rock Scorpions sortie le 10 juillet 1984.

## Liste des titres 0:41:58
| No  | Titre                  | Paroles | Musique | Album                    | Durée |
| --- | ---------------------- | ------- | ------- | ------------------------ | ----- |
| 01. | Top Of The Bill        |         |         | Best Of Scorpions Vol. 2 | 03:22 |
| 02. | They Need A Million    |         |         | Best Of Scorpions Vol. 2 | 04:47 |
| 03. | Longing For Fire       |         |         | Best Of Scorpions Vol. 2 | 02:42 |
| 04. | Catch Your Train       |         |         | Best Of Scorpions Vol. 2 | 03:32 |
| 05. | Speedy's Coming (Live) |         |         | Best Of Scorpions Vol. 2 | 03:21 |
| 06. | Crying Days            |         |         | Best Of Scorpions Vol. 2 | 04:36 |
| 07. | All Night Long (Live)  |         |         | Best Of Scorpions Vol. 2 | 02:55 |
| 08. | This Is My Song        |         |         | Best Of Scorpions Vol. 2 | 04:07 |
| 09. | Sun In My Hand         |         |         | Best Of Scorpions Vol. 2 | 04:20 |
| 10. | We'll Burn The Sky     |         |         | Best Of Scorpions Vol. 2 | 08:16 |

Source des titres et durées.